# Demsa (Cameroun)
Demsa est un arrondissement du Cameroun situé dans la région du Nord et le département de la Bénoué. Il couvre la commune de Gashiga.